# Club Paradise
Club Paradise is een Amerikaanse filmkomedie uit 1986 geregisseerd door Harold Ramis en uitgegeven door Warner Bros. De film werd slecht beoordeeld door filmcritici.

## Verhaal
Brandweerman Jack Moniker heeft een werkongeval en krijgt een riante schadevergoeding. Hij emigreert naar de (fictieve) bananenrepubliek "Saint Nicholas", een eiland in de Caraïben en koopt er een huisje. Aan het hoofd staat de Britse gouverneur Croyden Hayes die meer oog heeft voor ontspanning dan politiek. Jack krijgt bezoek van Phillipa Lloyd en ze starten een relatie.
Samen met reggaemuzikant Ernest Reed richt hij er een resort op: Club Paradise. Het oord lokt toeristen aan die in komische situaties terechtkomen.
Voit Zerbe wil "Club Paradise" overkopen om er een eigen casino te bouwen. Hij koopt een aantal lokale politici - waaronder eerste minister Solomon Grundy - om om "Club Paradise" op een of andere legale manier te sluiten. Jack en Ernest gaan in tegenaanval wat uiteindelijk leidt tot een politiek debat tussen Hayes en Grundy. Wanneer Grundys tactiek niet werkt, pleegt hij met het leger een staatsgreep wat leidt tot een burgeroorlog. Jack en de gouverneur vinden een oplossing om Grundy te verdrijven en de macht terug te handhaven. Voit Zerbe verlaat Saint Nicholas met de intentie om zijn geplande casino te openen op de kaaimaneilanden.

## Rolverderling
| Acteur             | Personage                           |
| ------------------ | ----------------------------------- |
| Robin Williams     | Jack Moniker                        |
| Peter O'Toole      | gouverneur Anthony Croyden Hayes    |
| Rick Moranis       | Barry Nye                           |
| Jimmy Cliff        | Ernest Reed                         |
| Twiggy             | Phillipa "Philadelphia" Lloyd       |
| Adolph Caesar      | eerste minister Solomon "Sol" Gundy |
| Eugene Levy        | Barry Steinberg                     |
| Joanna Cassidy     | Terry Hamlin                        |
| Andrea Martin      | Linda White                         |
| Brian Doyle-Murray | Voit Zerbe                          |
| Joe Flaherty       | Piloot                              |
| Steven Kampmann    | Dr. Randy White                     |
| Robin Duke         | Mary Lou                            |
| Mary Gross         | Jackie                              |
| Simon Jones        | Toby Prooth                         |
| Antoinette Bower   | Pamela                              |
| Peter Bromilow     | Nigel                               |
| Louise Bennett     | Portia                              |
| Charles Hyatt      | Mr. Banks                           |
| Leonie Forbes      | Mrs. Geddes                         |
| Richard Wiese      | Christopher                         |
| Carl Bradshaw      | Cabbie                              |
| Carey Lowell       | model                               |
| Louis Zorich       | Zwitserse zakenman                  |
| Bruce McGill       | Dave                                |

## Nominatie
| Wedstrijd                    | Categorie              | Ontvanger(s)  | Resultaat   | Ref.  |
| ---------------------------- | ---------------------- | ------------- | ----------- | ----- |
| Golden Raspberry Awards 1986 | Worst Supporting Actor | Peter O'Toole | Genomineerd | [ 7 ] |